# Jean Stapleton
Jean Stapleton, ursprungligen Jeanne Murray, född 19 januari 1923 i New York, död 31 maj 2013 i New York, var en amerikansk skådespelare.
Sekreterare till yrket gjorde hon scendebut 1941 med diverse landsortsteatrar. Broadwaydebuten skedde i mitten på 1950-talet.
Stapleton blev mest känd för sin roll som Edith Bunker, Archies lite korkade hustru, i den populära TV-serien All in the Family (Under samma tak, 1971–1979).

## Filmografi i urval
- 1958 – Ett litet hår av hin
- 1960 – Det ringer, det ringer
- 1967 – Förbjuden ingång
- 1971 – Operation fimpa
- 1971 – Klute – en smart snut
- 1971–1979 – Under samma tak (TV-serie)
- 1977 – Tail Gunner Joe
- 1981 – Angel Dust
- 1984 – Bara vänner
- 1986 – Död mans fåfänga
- 1991 – Fire in the Dark
- 1993 – Processen
- 1993 – Begrav mig i Niagarafallen
- 1996 – Michael
- 1998 – Du har mail
- 2000 – Baby
- 2001 – Pursuit of Happiness